# Formostenus problematicus
Formostenus problematicus là một loài tò vò trong họ Ichneumonidae.